# رومنس (میزوری)
رومنس (به انگلیسی: Romance) یک منطقهٔ مسکونی در ایالات متحده آمریکا است که در میزوری واقع شده‌است. رومنس ۳۰۰ متر بالاتر از سطح دریا واقع شده‌است.